# Lactarius undulatus
Lactarius undulatus é um fungo que pertence ao gênero de cogumelos Lactarius na ordem Russulales. Encontrado em Camarões, foi descrito cientificamente pela micologista Annemieke Verbeken em 1996.